# Лименка
Лименка (также без названия; укр. Ліменка, крымскотат. Limena, Лимена) — маловодная река (балка) на Южном берегу Крыма, на территории городского округа Ялта. Длина водотока 5,0 километра, площадь водосборного бассейна — 6,3 км².

## Название
В справочнике «Поверхностные водные объекты Крыма» и других современных работах значится, как река без названия у Симеиза, на современных туристических картах, наполняемых по работам Игоря Белянского, река названа Лименка.
Водоток начинается на северной окраине пгт Голубой Залив у Старого Севастопольского шоссе, течёт почти на юг и впадает в Чёрное море у посёлка Кацивели на высоте — 0,4 м. Река притоков не имеет, водоохранная зона установлена в 50 м.